# 火落ち
火落ち（ひおち）とは、日本酒の製法用語の一つで、製造している日本酒が貯蔵中に白濁して腐造することをいう。火落ち菌（火落菌）によって引き起こされる。これを防ぐために火入れという工程が行なわれる。

## 概略
昔の不衛生な木樽では内部まで完全に殺菌することが困難だったため、頻繁に起こっていた現象で、ひとたび起こると何年にもわたってその酒蔵を悩ませる災害であった。現象そのものは古くから知られており、またそれを防ぐ火入れも平安時代後期から行なわれていたが、「火落ち」「火落ち菌」といった言葉が用いられるようになったのは明治時代以降のことだという。

## 火落ち菌
火落ちという現象を起こす「火落ち菌」はコウジカビが生成するメバロン酸（通称「火落ち酸」）を主食とすることが今日ではわかっている。火落ち菌は乳酸菌の一種で、日本酒に入り込むと濁りを生じ、酸化させ、また臭みを帯びさせる。6%ぐらいの濃度のアルコールが最適な生育環境だが、25%程度でも問題なく成育する。また日本酒のような弱酸性の環境を好む。まさに日本酒は火落ち菌にとって理想的な生活環境といえる。主な菌は、ラクトバチルス属のLactobacillus fructivorans、L. hilgardii、L. paracasei、L. rhamnosusなど。
火落ち菌についての研究は、1906年に東京帝国大学の高橋偵造によって開始され、ふつうの細菌用培地には育たないが日本酒を入れてやると生育する菌がいることを発見し真性火落菌と命名した。これは、日本酒の中だけに菌の生育に必須の成分が存在することを示していた。
その後、多くの微生物学者や醸造学者によって更なる研究がなされたがなかなか進捗を見ず、ようやく1956年になって、微生物定量法を採用した東京大学の田村学造によって、この成分がメバロン酸であることが発見された。日本では当初火落酸と命名されたが、後に改称された。

## 火入れと火落ち
火入れをせず、日本酒のなかに火落ち菌を放置すると、安全醸造が保障されている現在でも過熟（かじゅく）になって、酒が酢のようになったり、老ね香（ひねか）を発したりすることがある。
火入れは加熱殺菌の一種であるが、酒質を損ねないために温度帯としては比較的低めである。明治時代に来日したイギリス人ロバート・ウィリアム・アトキンソンは、1881年（明治14年）に日本各地の酒屋でこの火入れの様子を観察し、西洋のパスチャライゼーションと異なり温度計のない環境で、杜氏が酒の表面に「の」の字がやっと書ける熱さとしてぴったりと華氏130度（約55℃）を充てることに驚きを表明している。その後、火入れの温度は火落ち菌の発見当時で約60℃、現在でも62℃から68℃を以って通例とする。ちなみに中国の紹興酒にも同様の工程があるが約85℃である。